# Gare de Honfleur
La gare de Honfleur est une gare ferroviaire française, fermée et disparue, de la ligne de Pont-l'Évêque à Honfleur. Elle était située à proximité du blockhaus de la gare situé quai Tostain, à la place de l'actuel parking avant le rond-point au sud-est du bassin de l'est dans la ville de Honfleur dans le département du Calvados, en région Normandie.
Elle est mise en service en 1862 par la Compagnie des chemins de fer de l'Ouest. Elle est fermée en 1971 et détruite en 1977.

## Situation ferroviaire
Établie à 6 mètres d'altitude, la gare terminus en impasse de Honfleur était située au point kilométrique (PK)232,2xx de la ligne de Pont-l'Évêque à Honfleur, après la gare de La Rivière-Saint-Sauveur. Un embranchement desservait le port.

## Histoire
La gare de Honfleur est mise en service le 7 juillet 1862 par la Compagnie des chemins de fer de l'Ouest, lorsqu'elle ouvre à l'exploitation les 25 km, de ligne à voie unique, de la deuxième section, de Pont-l'Évêque  à Honfleur, de sa « ligne de Lisieux à Honfleur ». Sur cette section, outre les gares des extrémités, il n'y a qu'une seule gare intermédiaire : à Quetteville. Le lendemain les trains circulent entre Lisieux et Honfleur, avec seulement trois stations intermédiaires : Le Breuil, Pont-l'Évêque et Quetteville.

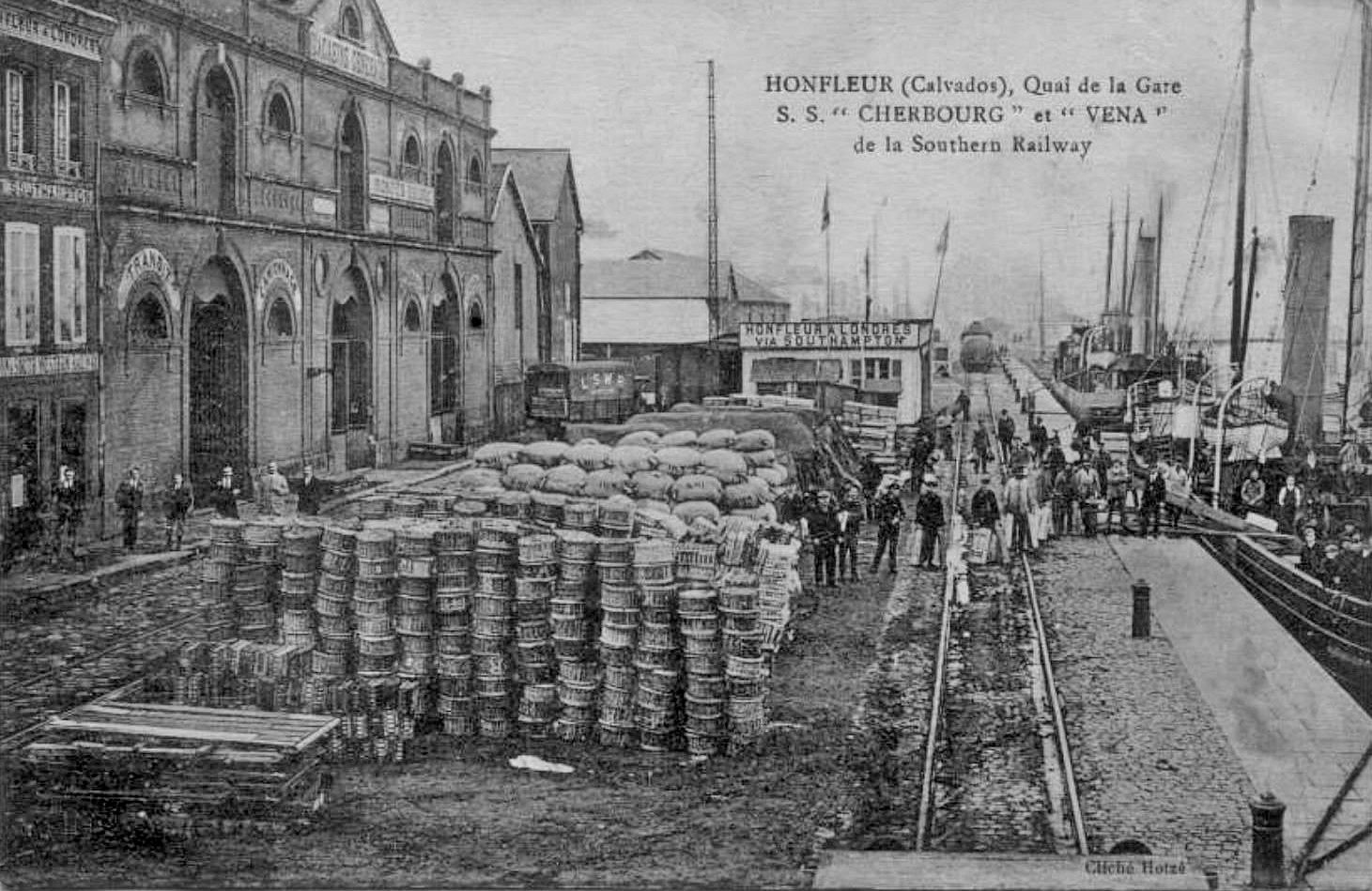
La desserte du port.

Le dernier train, un autorail, arrive en gare le 25 septembre 1971. Le bâtiment est détruit en 1977.

## Patrimoine ferroviaire
La gare n'existe plus mais d'anciens documents permettent de situer exactement son emplacement.